# 国際商業会議所
国際商業会議所（こくさいしょうぎょうかいぎしょ、International Chamber of Commerce、ICC）は、フランス・パリの16区パレ・イエナ（パレ・ディエナ）に本部を置く国際通商組織である。

## 歴史
第一次世界大戦の影響を受けたヨーロッパの経済・産業の復興と国際通商を目的とした会議が1919年米アトランティックシティで行われたのが設立のきっかけである。この会議には各務鎌吉が日本国代表として参加。翌1920年に設立した。1946年、国際連合のA級諮問機関となった。
現在は世界127カ国、約7400社の会員がいる。また45カ国が直接会員国で、85カ国に国内委員会がある。

## 国際仲裁裁判所
国際仲裁裁判所 (ICC International Court of Arbitration)は、1923年創立の国際商業会議所の専門機関。国際的な商事契約から生じる紛争を、訴訟によらず仲裁により解決を図る。

## 日本委員会
国際商業会議所日本委員会（ICC JAPAN）は、日本における国内委員会であり、東京に事務所がある。1923年に加盟が承認された。初代の会長は團琢磨。1941年には戦争のため本部との連絡が途絶、1949年に本部にて日本の再加入が承認され、1951年に正式に再組織化された。

## 典拠
1. ↑  ICCの概要（2010年6月7日閲覧）
2. ↑  “国際商業会議所（ICC）の組織 | 国際商業会議所 日本委員会”. www.iccjapan.org. 2020年10月22日閲覧。
3. ↑  国際商業会議所日本委員会（ICC JAPAN）の概要